# 1. Hanauer THC
1. Hanauer Tennis und Hockey Club is een Duitse hockey-, tennisclub uit Hanau.
De club werd in 1919 in eerste instantie opgericht als tennisclub. Twee jaar later ontstond er een hockeyafdeling bij de club. In 1949 verhuisde de club naar de huidige locatie in Wilhelmsbad. Daar beschikt de club over één kunstgras- en één natuurgrasveld, 12 tennisbanen, een tennishal en een clubhuis.
De club beschikt anno 2020 over ongeveer 1.300 actieve leden. De dames van de hockeyafdeling werden tweemaal landskampioen. In 1982 haalden de vrouwen zelfs de finale van het Europacup-toernooi.

## Erelijst
- Landskampioen veldhockey (dames): 1981, 1984
- Landskampioen zaalhockey (dames): 1983